# Васильева, Олеся Александровна
Оле́ся Алекса́ндровна Васи́льева (род. 23 августа 1987, Донецк, Украина) — украинская спортсменка, боец рукопашного боя. Мастер спорта Украины. Чемпионка Украины, призёр Чемпионатов Европы, призёр Чемпионатов Мира.

## Спортивные результаты
- Чемпионка Украины по рукопашному бою 2013 (г. Житомир (1 место)[1][2].
- Бронзовый призёр Чемпионата Мира по рукопашному бою 2009 (Нидерланды)[3]
- Чемпионка Европы по рукопашному бою (в командном зачёте) 2010 (г. Киев)[4].
- Серебряный призёр Чемпионата Мира по рукопашному бою 2015 в.к. до 75 кг. (г. Москва)[5].